# Goworek z Kurzeszyna
Goworek z Kurzeszyna (ur. i zm. w XIV w.) – cześnik rawski. 
Pieczętował się herbem Rawicz. Był pierwszym znanym właścicielem podwarszawskiego Solca. W 1381 roku sprzedał Solec mieszczanom warszawskim, co potwierdził książę Janusz I w dokumencie z 1382 roku.
W 1961 roku jego imieniem nazwano ulicę na Mokotowie w Warszawie, biegnącą od ulicy Spacerowej do ulicy Puławskiej.